# Bolxoi Santxur
Bolxoi Santxur (en rus: Большой Санчур) és un poble de l'óblast de Vladímir, a Rússia, segons el cens del 2010 tenia 111 habitants. Pertany al districte municipal de Mélenki.